# Sierras Bermeja y Real
Sierras Bermeja y Real este o arie protejată (arie specială de conservare — SAC, sit de importanță comunitară — SCI) din Spania întinsă pe o suprafață de 30.824,18 ha, integral pe uscat.

## Localizare
Centrul sitului Sierras Bermeja y Real este situat la coordonatele 36°33′11″N 5°06′15″W / 36.553°N 5.1041°V.

## Înființare
Situl Sierras Bermeja y Real a fost declarat sit de importanță comunitară în decembrie 1997 pentru a proteja 1 specie de plante și 33 de specii de animale. Situl a fost protejat și ca arie specială de conservare în martie 2015.

## Biodiversitate
Situată în ecoregiunea mediteraneană, aria protejată conține 22 de habitate naturale: Peșteri inaccesibile publicului, Galerii de Salix alba și de Populus alba, Dehesas cu Quercus spp. perene, Lande oro-mediteraneene cu formațiuni endemice de grozamă, Formațiuni stabile xerotermofile de Buxus sempervirens pe pante stâncoase (Berberidion p.p.), Izvoare petrifiante cu formare de travertin (Cratoneurion), Păduri de Abies pinsapo, Pajiști umede mediteraneene cu ierburi înalte de Molinio-Holoschoenion, Păduri de Quercus suber, Păduri de Olea și Ceratonia, Tufărișuri termo-mediteraneene și de pre-deșert, Păduri termofile cu Fraxinus angustifolia, Păduri de Quercus ilex și Quercus rotundifolia, Păduri de Castanea sativa, Grohotișuri termofile și vest-mediteraneene, Galerii și tufărișuri riverane sudice (Nerio-Tamaricetea și Securinegion tinctoriae), Matorral arborescenți cu Juniperus spp., Păduri de pin mediteraneene cu pini mezogeni endemici, Pseudostepă cu ierburi și specii anuale de Thero-Brachypodietea, Pante stâncoase silicioase cu vegetație casmofită, Pajiști uscate europene, Pante stâncoase calcaroase cu vegetație casmofită.
La baza desemnării sitului se află mai multe specii protejate:
- plante (1): Galium viridiflorum
- păsări (23): pescăruș albastru (Alcedo atthis), fâsă-de-câmp (Anthus campestris), Apus caffer, Aquila adalberti, acvilă de munte (Aquila chrysaetos), Aquila fasciata, buha (Bubo bubo), Certhia brachydactyla, barză neagră (Ciconia nigra), șerpar (Circaetus gallicus), porumbel gulerat (Columba palumbus), Falco naumanni, șoim călător (Falco peregrinus), cinteză (Fringilla coelebs), Galerida theklae, vulturul pleșuv sur (Gyps fulvus), acvilă pitică (Hieraaetus pennatus), capîntortură (Jynx torquilla), ciocârlie de pădure (Lullula arborea), vultur egiptean (Neophron percnopterus), Pyrrhocorax pyrrhocorax, silvie de tufiș (Sylvia undata), pănțărușul (Troglodytes troglodytes)
- amfibieni (1): Discoglossus galganoi
- mamifere (1): vidră de râu (Lutra lutra)
- nevertebrate (4): Austropotamobius pallipes, Gomphus graslinii, Macromia splendens, Oxygastra curtisii
- pești (3): Alosa alosa, Alosa fallax, Pseudochondrostoma willkommii
- reptile (1): Mauremys leprosa

Pe lângă speciile protejate, pe teritoriul sitului au mai fost identificate 46 de specii de plante, 9 specii de păsări, 3 specii de amfibieni, 6 specii de mamifere, 1 specie de nevertebrate, 3 specii de pești, 1 specie de reptile.